# マドゥーラの翼
『マドゥーラの翼』（マドゥーラのつばさ、The Wing of Madoola） は、サン電子より1986年12月18日に発売されたファミリーコンピュータ用のアクションロールプレイングゲーム。

## 概要
剣を手にした少女ルシアが悪に立ち向かうアクションゲーム。ステージが進む毎に主人公がアイテムを入手しパワーアップするロールプレイングゲーム風の要素もある。パッケージイラストを含めた各種関連イラストはもりけんが担当。
発売当時、ステージ8のある場所で表示されるキーワードをハガキに書いて送ると、抽選でプレゼントが当たるキャンペーンがあった。テレビ番組『ゲームセンターCX』（2003年 - ）第68回で有野晋哉が本作に挑戦して応募し、既に終了したキャンペーンであるにもかかわらず特別に番組宛てにプレゼントが届いた。
発売開始の1986年に、麻上洋子演じるルシアの声を少しの間聴くことができるテレビCMが放送された。

## ゲーム内容
ルシアの最終目的は、マドゥーラの翼を取り戻してダルトスを倒すことである。しかし、その道中の各ステージ間は扉で固く閉ざされており、扉を開けるには対の鍵となる宝玉を探し出さねばならない。そのため、ステージ単位では宝玉を探し出すことが目的となる。
十字キーの入力によりルシアはステージ内の地形上を移動したり、その場にかがみ込んで姿勢を低くしたりする。Aボタンでジャンプをする。Bボタンで剣を振る、もしくはマジック選択モードで選択した魔法を発動する。魔法攻撃は6種類が存在し、手にした剣だけでは切り抜けるのに苦戦する局面において活躍する。スタートボタンを押すと次に使用する魔法を選択するモードに入り、その最中にセレクトボタンを用いて選ぶ。
ルシアには敵の攻撃に耐えうる値を示すヒットポイント（"HITS"、以下HP）と、魔法攻撃を使用する際に消費するマジックパワー（"MAGICS"、以下MP）がそれぞれステータスとして設定されている。ダメージが蓄積してHPが0になるとその時点でゲームオーバーになるが、MPは全て使い切ってもその間魔法が使えなくなるだけであり、ゲームオーバーにはならない。HPは道中で宝玉や一部のアイテムを獲得することによって回復する。ステージ4からは、手にした壺からHPが回復する泉が無限に湧き出す女神像も登場する。MPはステージクリア時に自動回復し、また、道中でも一部のアイテムを獲得することによって回復する。HP上限及びMP上限の初期値はともに1000で、一部のアイテムを獲得するごとに上限が伸びる。上限はともに5000までで、それ以上は伸びない。
また、剣を入手するごとに剣で敵に与えるダメージが上がり、ブーツを入手するごとに移動速度とジャンプ力が向上する。そして、魔法攻撃用のアイテムを入手するとその魔法が使えるようになり、これらも同一のアイテムを拾うごとに攻撃力が上がる。いずれも、最終ステージまでの間に登場する個数は3つまでなので、それ以上の能力の成長は望めない（剣のみ初期状態から既に1本所持しているため、最大で4本にまで増える）。
RPG要素があるが、アクションゲームの素養をある程度持っていないとクリアは難しく、難易度は高めである。

## ストーリー
バダムの地に、手にした者は世界を支配できると言われる「マドゥーラの翼」という鳥像があり、人々はそれをめぐって争いを繰り返していた。
ある時代になった時、心ある王が争いの元にならないようにこの像を洞窟に隠し、ラメール族と呼ばれる一族に守役を命じた。しかし、一族の裏切り者ダルトスが像を強奪、アレクス城の地下迷宮に立てこもった。魔物たちを呼び出し、世界支配を企むダルトス。一族はダルトスを打倒すべく、戦士団を派遣する。その中に、一族で唯一、魔法を使う能力を持つ女戦士、ルシアの姿もあった。しかしダルトス率いる魔の軍勢を前に、仲間たちが次々と倒れ、ルシアを残すのみになってしまった。
ただ独り残されても臆することなく、ルシアはダルトスの野望を打ち砕くために進んでいく。

## ステージ構成
STAGE 1（地上）
STAGE 2（地上）
STAGE 3（地下）
STAGE 4（地下）
STAGE 5（城）
STAGE 6（地上）
STAGE 7（地下）
STAGE 8（城）
STAGE 9（地上）
STAGE 10（城）
STAGE 11（城）
STAGE 12（地下）
STAGE 13（城）
STAGE 14（城）
STAGE 15（城）
STAGE 16（城）

## 登場キャラクター
ルシア
主人公。ラメール一族の女戦士で（魔女と表記している資料もある）、ダルトス討伐に向かった戦士たちの中で唯一魔法を使う能力を持つ。
両親と弟がいるが、年齢や性格などオフィシャルでの細かい設定は一切ない。

王子
エンディングに何の説明もなく突然登場する謎の人物。名前も不明。
ヨッコちゃん
ゲーム内の某所に登場する、ヒヨコの様な姿をしたキャラクター。一応敵キャラクター扱いなので攻撃すれば倒せる。

### ザコ敵
ドピープ
杖を持った紫色の敵。通常の動作は地形上を直進するのみだが、障害物に当たると大きくジャンプをして方向転換する。
ノマージ
黄色いノミのような敵で、移動はジャンプのみ。弱いが、あるステージでは50匹セットでボスとして登場する。
キクラ
クラゲのような姿をしており、空中をギザギザを描いて飛びつつ迫ってくる。
スパジャン
蜘蛛のような敵で、「少し歩行してジャンプ」という行動を繰り返す。
ニパタ
コウモリ。空を飛び、天井に止まることもできる。
ニシガー
青い蜂型の敵。空中で上下に揺れながら近付いてくる。
ニュール
紫色のスライムのような敵で、ある地点ごとにルシアの頭部を目掛けて一斉に飛来してくる。地形を無視して飛行することができる上に、倒しても倒しても次々と集まってくる。その上、移動速度はルシアが走る速さと同じである。
フィレ
紫色の人魂。動きは鈍いがHPが高い。
アイモン
黄色い1つ目の敵。地形に沿ってゆっくりと近付いてくる。
ハイパー・アイモン
最終面にのみ登場する、赤いアイモン。行動はアイモンと同じだが、動きが遥かに早く、攻撃力も高い。

### ボス敵
各ステージのボスルームにて、ゴールするのに必要な宝玉を守っている。ボスとして登場した後、ザコ敵として再登場する者も多い。
ホッペグ
白い大きな卵のような敵で、高いジャンプ力を持つ。道中では、複数匹で出現することが多い。最初のボスだけもあり、体力は最も低く、連続攻撃するだけで簡単に倒せる。
マントスカル
魔法使いのようないでたちの骸骨怪人。移動スピードが速く、火の玉を発射する。体力もそれなりに高いが、一撃当てれば一方的に攻撃できるため、そこまで手強くはない。
ニギト
槍を持った動く甲冑。地形に沿って移動しながら、火の玉を連続で発射する。なぜか槍を攻撃に使うことはなく、追跡もしてこないが、攻撃しても動きを止められないので、近接攻撃で戦うのは危険。
スネイサ
大きな蛇女。地形に沿って床を往復する。段差を飛び越えることは出来ないため、動作は読みやすい。ただし移動速度が速いので、体当たりされないよう注意が必要。
ザードフライ
羽の生えたドラゴンのような獣人。動作や移動速度はスネイサと同じで、時々空中を走ることができる程度。しかし道中では、高い所から降りてくることがあるので、油断は禁物。
ペラスカル
プロペラの付いた頭蓋骨。天井近くの空中を飛びながら体当たりを仕掛ける。体力は低めだが、狭い通路に出現したり、複数匹で固まって行動したりするなど、道中では意外と厄介な存在である。近接攻撃は届きにくいため、魔法攻撃が有効。
ガグズール
大きな翼を持ったドラゴン。沢山の火の玉をばらまきながら、ルシアを執拗に追跡してくる。攻撃しても動きを止められない上に、体力、攻撃力共に高く、強敵である。道中で出現した場合は、相手にしない方が無難。
ジョイライマー
ライオンの顔をしたケンタウルス型の敵。独特の音を出しながら、緩急自在の動きで突進してくる。勢いをつける必要があるためなのか、方向転換に時間がかかる。移動速度も速くないので、回避するのは容易。
ブニョン
3つのステージでボスとして登場。バウンドしながら近付いてくる。2度目以降の登場では、倒されると最大2回に渡って分裂する。3度目の登場では、同じく分裂タイプのブニョンを最低2回以上倒さなければならない。
ボスパイド
巨大な蜘蛛。飛び跳ねつつ、無数の火の玉を乱射してくる。攻撃を完全に避けるのが難しく、正面から戦うと体力を消耗しやすい。
バイフォース
6本の腕を持つ、半人半蛇の怪物。間合いを取りながら体当たりを仕掛け、さらには火の玉も発射してくる。動きも素早く、油断すると痛い目に遭う。一定のダメージを受けると上半身のみの姿となり、空を飛びながら戦闘を続行する。ボスとして2回登場するが、ブニョンと違って能力に変化はない。
ダルトス
最終ボス。ラメール一族の裏切り者。設定上は人間であるが、ゲーム中では青いドラゴンの姿で登場する。
火の玉をばらまきつつ跳ね回る。

## 移植版
| No. | タイトル                                     | 発売日                     | 対応機種                                                       | 開発元     | 発売元             | メディア                              | 型式       | 備考                                                                               |
| --- | -------------------------------------------- | -------------------------- | -------------------------------------------------------------- | ---------- | ------------------ | ------------------------------------- | ---------- | ---------------------------------------------------------------------------------- |
| 1   | Ultra2000 サンソフトクラシックゲームズ Vol.1 | 2001年6月29日              | Windows                                                        | サンソフト | メディアカイト     | CD-ROM                                | -          | 『スーパーアラビアン』、『アトランチスの謎』とのカップリング                       |
| 2   | メモリアル☆シリーズSUNSOFT Vol.3             | 2001年12月27日             | PlayStation                                                    | サンソフト | サンソフト         | CD-ROM                                | SLPS-03366 | 『かんしゃく玉なげカン太郎の東海道五十三次』とのカップリング                       |
| 3   | 遊遊 サンソフト傑作選1                       | 2004年7月2日               | Windows                                                        | サンソフト | メディアカイト     | CD-ROM                                | -          | アーケード版の移植                                                                 |
| 4   | メモリアル☆シリーズSUNSOFT Vol.3             | 2007年9月27日              | PlayStation 3 PlayStation Portable                             | サンソフト | サンソフト         | ダウンロード （ゲームアーカイブス）   | -          | 『かんしゃく玉なげカン太郎の東海道五十三次』とのカップリング                       |
| 5   | マドゥーラの翼                               | 2010年3月30日              | Windows                                                        | サンソフト | D4エンタープライズ | ダウンロード （プロジェクトEGG）      | -          |                                                                                    |
| 6   | マドゥーラの翼                               | 2013年1月30日              | ニンテンドー3DS                                                | サンソフト | サンソフト         | ダウンロード （バーチャルコンソール） | -          |                                                                                    |
| 7   | SUNSOFT is Back! レトロゲームセレクション    | 2024年4月18日 2024年9月6日 | Nintendo Switch Windows（Steam） PlayStation 5 Xbox Series X/S | サンソフト | サンソフト         | ダウンロード                          | -          | 『かんしゃく玉なげカン太郎の東海道五十三次』『リップルアイランド』とのカップリング |

## 音楽
サウンドトラック
- 『ファミコン 20TH アニバーサリー オリジナル・サウンド・トラックス VOL.3』
2004年4月21日、サイトロン・デジタルコンテンツより発売。ファミコンソフト12タイトルの内の1タイトルとして収録されている。
- 『サンソフト ミュージックコレクション Vol.1』
2011年8月24日発売。11タイトルのゲーム音源を200曲以上収録、内1タイトルが本作品。
- 『Rom Cassette Disc In SUNSOFT』
2013年5月29日発売。19タイトルのゲーム音源を収録、内1タイトルが本作品。

## 評価
ゲーム誌『ファミリーコンピュータMagazine』の読者投票による「ゲーム通信簿」での評価は以下の通り17.55点（満30点）となっている。また、紹介記事では「ファミコンアイドル決定版」と記載されている。本作は同時期の『夢幻戦士ヴァリス』（1986年）や『アテナ』（1986年）、『ワルキューレの冒険 時の鍵伝説』（1986年）などと並び、初期のギャルゲーの一つとして分類される事も多い。
| 項目 | キャラクタ | 音楽 | 操作性 | 熱中度 | お買得度 | オリジナリティ | 総合  |
| 得点 | 3.16       | 3.00 | 2.93   | 2.99   | 2.73     | 2.75           | 17.55 |

## 関連商品

### 書籍
わんぱっくコミックス31 ゲームコミック1 マドゥーラの翼
著者 - みなづき由宇、発行 - 徳間書店
ゲームブック形式で展開する漫画作品。この作品ではゲーム版にはなかったオープニングシーンが描かれており、また、ルシアとヨッコちゃんが一緒に冒険をしたり、漫画版オリジナルキャラクターの天使がルシアの下に舞い降りたりといったシチュエーションも描かれている。全体としてはコミカル路線で、ルシアはダルトス討伐に向かうその道中で散々な目に遭う。漫画版のルシアは勝気な性格の10代の少女という設定で、両親も兄弟もいない。ゲーム版のエンディングでは王子と結婚し、ラメール王家に生まれ変わるが、漫画版では王子が登場しないため、結婚も出来ず、そのまま故郷へ帰るはめになってしまう。漫画版のダルトスはルシアに結婚しないかと誘い、これに同意すると10ページにまで戻すページ逆ワープキックをお見舞いする。
マドゥーラの翼 必勝完ペキ本
発行 - 徳間書店
ステージ1からラストのステージ16までの完全攻略を掲載。この冊子にはもりけんのイラストが掲載されている。
マドゥーラの翼 わんぱっくコミック連載版
著者 - もりけん、発行 - 徳間書店
キャラデザイナーのもりけん自身によるコミカライズ。『月刊わんぱっくコミック』に連載（全4話）。『リップルアイランド』の単行本に掲載されている。ルシアの幼少時と、ダルトス討伐への経緯が描かれているなど独自の展開がある。また、上記のヨッコちゃんはダルトスによって王子が姿を変えられたものとしている。後日談として「マドゥーラの翼外伝」（全2話）が掲載されたが、単行本未収録である。
なお、もりけんはサン電子を離れた後も同人活動等において、『リップルアイランド』のキャルなどのサンソフト作品のヒロイン達と共に、度々本作のルシアを描き続けている。